# Bränntjärnen (Undersåkers socken, Jämtland)
Bränntjärnen är en sjö i Åre kommun i Jämtland och ingår i Indalsälvens huvudavrinningsområde.